# Antoinette Brown Blackwell
Antoinette Louisa Brown, posteriormente Antoinette Brown Blackwell (Henrietta, 20 de maio de 1825 – Elizabeth, 5 de novembro de 1921) foi a primeira mulher a ser ordenada como ministra protestante tradicional nos Estados Unidos. Ela era uma oradora versada nas questões fundamentais do seu tempo e distinguiu-se dos seus contemporâneos pelo uso da fé religiosa nos seus esforços para expandir os direitos das mulheres.

## Primeiros anos e educação

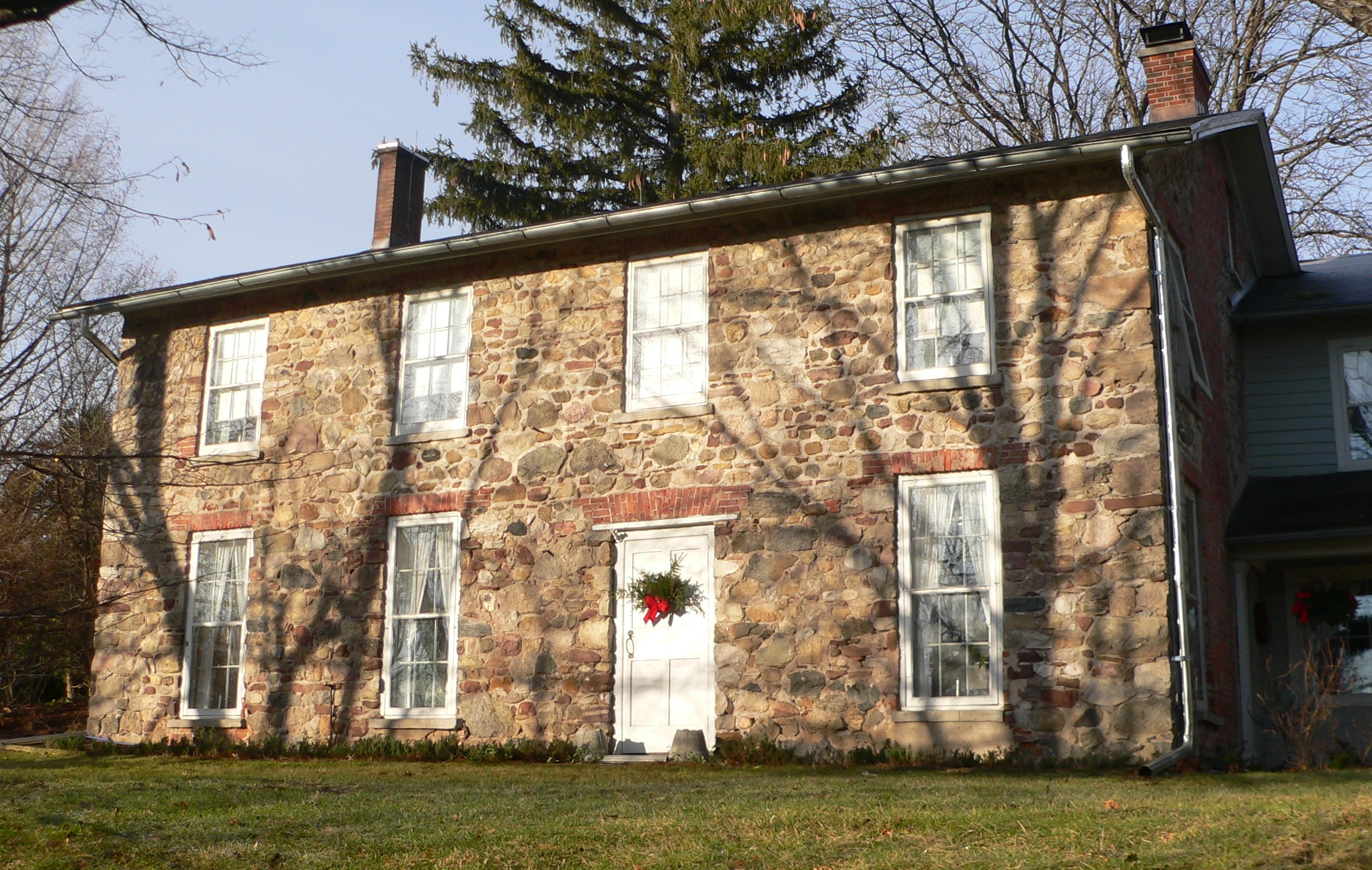
Casa de infância de Antoinette Louisa Brown, localizada em 1099 Pinnacle Road em Henrietta, Nova Iorque

Filha de Joseph Brown e Abby Morse, Brown nasceu sendo a caçula dos sete filhos em Henrietta, Nova Iorque. Brown foi reconhecida como altamente inteligente já aos três anos de idade. A pregação do evangelista Charles Grandison Finney da cidade vizinha Rochester levou a família de Brown a se juntar à Igreja Congregacional. Depois de ousar injetar uma oração na observância religiosa de sua família, Brown foi aceita na igreja antes dos nove anos de idade. Pouco depois de se tornar membro da congregação, ela começou a pregar nas reuniões dominicais. Em 1841, aos 16 anos, depois de completar os estudos iniciais necessários na Monroe County Academy, Brown deu aulas sozinha. Ela não pretendia passar a vida ensinando e, por isso, decidiu se formar em teologia pelo Oberlin College e seguir carreira no púlpito.

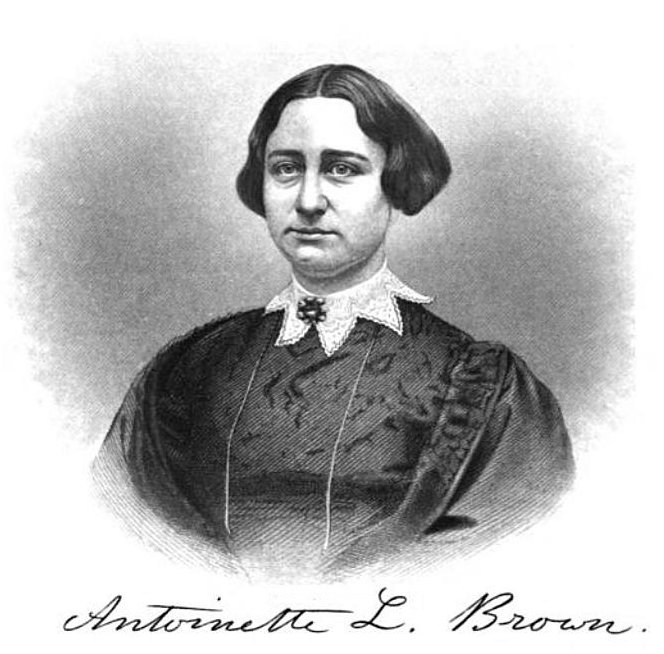
Brown antes de se casar

Durante quatro anos, Antoinette lecionou na escola e economizou dinheiro suficiente para cobrir o custo de suas mensalidades no Oberlin College, em Ohio. Apoiada pelos pais, que acreditavam não apenas na igualdade de educação para homens e mulheres, mas também para negros, ela matriculou-se no Oberlin College em 1846. Na faculdade, ela concluiu o curso literário e recebeu seu diploma de literatura em 1847, o curso prescrito para estudantes do sexo feminino. Ela passava as férias ensinando e estudando hebraico e grego. Em 1847, depois de se formar como bacharel, ela fez lobby na faculdade para ser admitida no curso de teologia da faculdade, com ênfase no ministério congregacionalista. A administração, oposta à ideia de uma mulher se envolver em qualquer tipo de aprendizagem e formação teológica formal, acabou por capitular, mas com um conjunto específico de pré-condições: Antoinette pode inscrever-se nos cursos, mas não receberá reconhecimento formal. Apesar das estipulações feitas quanto à sua participação no curso de teologia, Antoinette  foi uma escritora prolífica e oradora carismática. Sua exegese bíblica sobre os escritos do Apóstolo Paulo foi publicada na Oberlin Quarterly Review. É aí, a partir de um breve trecho, que sua compreensão do que hoje pode ser popularmente chamado de teologia feminista toma forma enquanto ela escreve: "Paulo pretendia apenas alertar contra 'excessos, irregularidades e liberdades injustificáveis' no culto público.'" Ela insistiu que a Bíblia e os seus vários pronunciamentos sobre as mulheres eram para um período de tempo específico e certamente não aplicáveis ao século XIX. Embora as mulheres não tenham sido convidadas a falar em público durante esse período, Antoinette foi convidada a falar em Ohio e Nova Iorque para falar sobre o antiescravidão e os direitos das mulheres. Em abril de 1860, Brown retornou ao Oberlin College para proferir uma palestra intitulada "Homens e Mulheres". O testemunho das habilidades oratórias de Brown apareceu em uma carta de um aluno que dizia: "foi uma palestra excelente".

## Carreira

### Abolição e ordenação
Sem licença de pregação após a formatura, Brown decidiu interromper suas ambições ministeriais para escrever para o jornal abolicionista de Frederick Douglass, The North Star. Ela falou em 1850 na primeira Convenção Nacional dos Direitos das Mulheres, fazendo um discurso que foi bem recebido e serviu como início de uma turnê de palestras na qual abordaria questões como abolição, temperança e direitos das mulheres. Brown falou em muitas das convenções anuais subsequentes dos direitos da mulher.
Brown finalmente recebeu uma licença para pregar pela Igreja Congregacional em 1851 e então foi oferecida um cargo como Ministra de uma igreja Congregacional em South Butler, Nova Iorque, em 1852. Ela suspendeu temporariamente seus vastos compromissos de palestras, escrevendo para sua amiga (e mais tarde cunhada) Lucy Stone que ela havia dado palestras dezoito vezes em quase o mesmo número de dias, e foi ordenada por um ministro metodista socialmente radical chamado Luther Lee, um apaixonado e defensora vocal do direito das mulheres à educação teológica e liderança. Na sua ordenação, Lee fez um sermão testemunhando a adequação de Antoinette como pregadora e seu chamado de Deus: “Se Deus e a cultura mental e moral ainda não a qualificaram”, disse ele à multidão reunida para a ocasião, “não podemos, por qualquer coisa que possamos fazer para ordená-la ou separá-la (...) Tudo o que estamos aqui para fazer (...) é (...) subscrever nosso testemunho do fato de que, em nossa crença, nossa irmã em Cristo, Antoinette L. Brown, é um dos ministros da Nova Aliança, autorizado, qualificado e chamado por Deus para pregar o evangelho de seu Filho Jesus Cristo”. Um mês depois de sua ordenação, Brown viajou como delegada para a Convenção Mundial de Temperança na cidade de Nova Iorque, onde, apesar de representar duas organizações de temperança, os organizadores lhe negaram a oportunidade de falar. Nas palavras de Carol Lasser e Marlene Deahl Merrill, Brown novamente "enfrentou as dificuldades de combinar causas essencialmente conservadoras com o trabalho dos direitos das mulheres" na Conferência de Temperança Em uma encruzilhada em sua vida, em 1854, Blackwell escreveu: "Eu [descubro] que toda a base da minha fé desapareceu de mim." Essa tensão se manifestou dentro dela, e depois de um ano ela decidiu deixar South Butler; e, infelizmente, mesmo o apoio incondicional de Luther Lee a Antoinette não foi suficiente para lhe proporcionar um estilo de vida sustentável ali. O Boston Investigator relatou sua saída com a manchete: "REV. ANTOINETTE BROWN, mais recentemente Rev. Sra. Blackwell, parece ter cometido um fracasso em seu primeiro pastorado." Ela não falhou no pastorado devido ao seu género, mas sim devido a uma crescente insegurança de crença na ortodoxia do ministério Congregacional, agravada pela falta de recursos sustentáveis para o seu trabalho. Em 1857, ela voltou ao trabalho como oradora e reformadora.

### Direitos das mulheres
Após a sua separação do ministério, ela concentrou-se cada vez mais nas questões dos direitos das mulheres. Embora muitos ativistas dos direitos das mulheres se opusessem à religião com base no fato de esta servir para oprimir as mulheres, Blackwell manteve-se firme na sua crença de que a participação ativa das mulheres na religião poderia servir para promover o seu estatuto na sociedade. Ao contrário de muitos dos seus pares, ela preocupava-se mais em melhorar o estatuto das mulheres na sociedade do que com o sufrágio. Ela acreditava que as diferenças inerentes entre homens e mulheres limitavam a eficácia dos homens na representação das mulheres na política; assim, o sufrágio teria pouco impacto positivo para as mulheres, a menos que fosse associado a oportunidades tangíveis de liderança. Brown também divergiu de outros reformadores com sua oposição ao divórcio como forma de aliviar as restrições conjugais das mulheres.

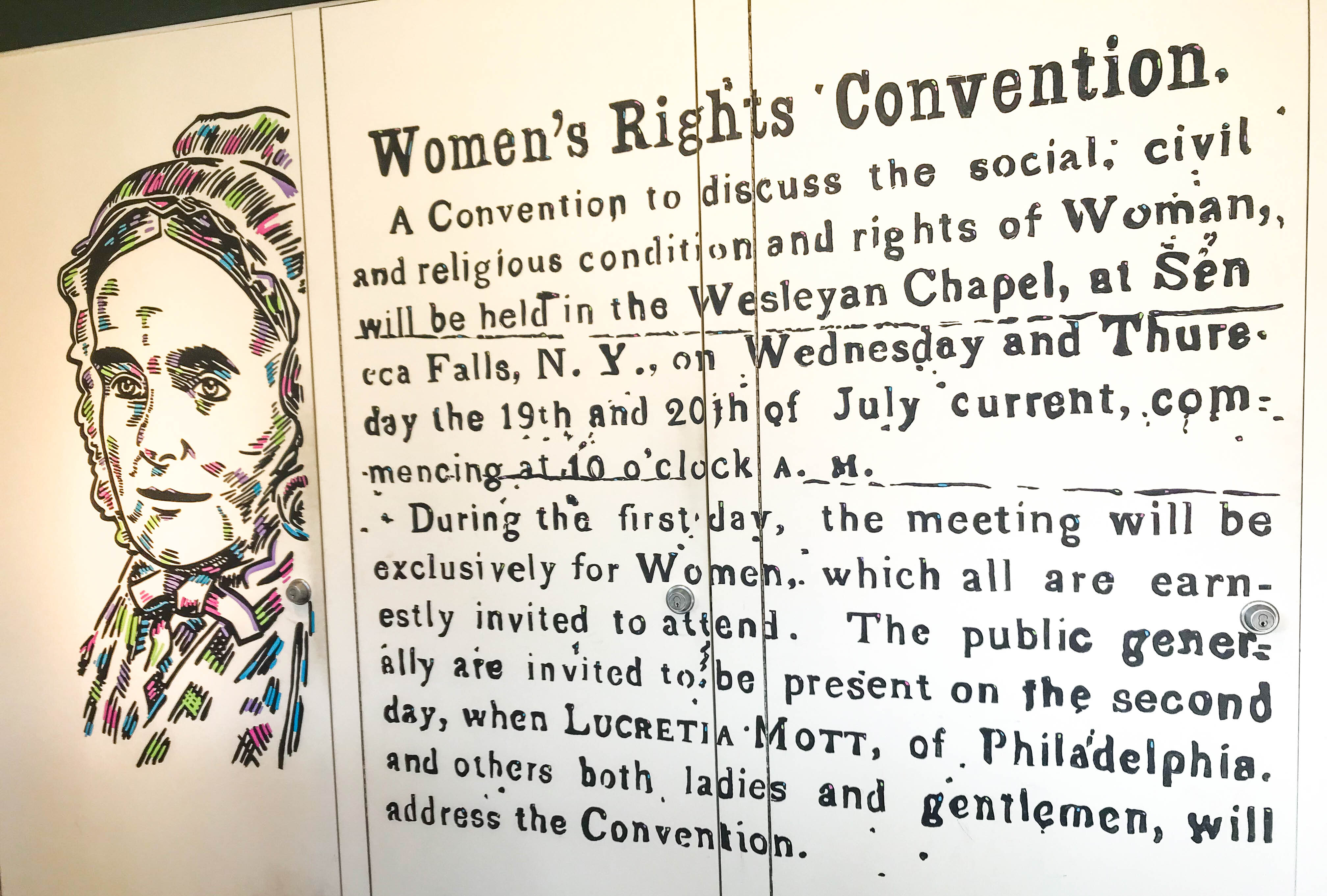
Nova Iorque foi um dos primeiros locais onde Antoinette Brown frequentou antes de participar da Convenção Nacional dos Direitos das Mulheres

Antoinette partiu para a cidade de Nova Iorque para fazer trabalhos de caridade nas favelas e dar palestras e arrecadar dinheiro para as pessoas que moravam lá. A caminho da cidade de Nova Iorque, ela parou em Worcester, Massachusetts, para participar da primeira Convenção Nacional dos Direitos das Mulheres. Esta convenção a influenciou tanto que ela decidiu se tornar uma palestrante independente. Ela viajou por toda a Nova Inglaterra, em lugares como Pensilvânia e Ohio, para falar sobre Direitos das Mulheres, Antiescravidão e Temperança. Ela às vezes até falava em sermões na igreja quando tinha oportunidade.
No que diz respeito à sua própria perspectiva de casamento, Brown acreditava que era melhor permanecer solteira porque as mulheres solteiras experimentavam maiores níveis de independência do que as mulheres casadas. Ao conhecer Samuel Blackwell, suas opiniões começaram a oscilar em favor do casamento. Os dois se casaram em 24 de janeiro de 1856, e tiveram sete filhos, dois deles morrendo na infância.
Blackwell continuou sua carreira até que as responsabilidades domésticas e seu desacordo com muitos aspectos do movimento pelos direitos das mulheres a levaram a interromper as palestras. Escrever tornou-se sua nova forma de afirmar a mudança social para as mulheres; em suas obras, ela incentivou as mulheres a buscarem profissões masculinas e os homens a compartilharem as tarefas domésticas, mas manteve a crença de que o papel principal das mulheres era cuidar do lar e da família. Inspirada ainda por criticar as ideias de Charles Darwin e Herbert Spencer, que ela considerava os homens mais influentes de sua época, Blackwell publicou vários trabalhos nas áreas de teologia, ciência e filosofia. Ela acreditava que tanto Darwin quanto Spencer empregavam uma versão contaminada do método científico, que abraçava um ponto de vista exclusivamente masculino. Em vez disso, Blackwell afirmou que, para compreender as mulheres na sociedade, as próprias mulheres deveriam conduzir o estudo das mulheres, que Blackwell chamou de "Ciência da Humanidade Feminina". Talvez o seu trabalho mais notável tenha sido publicado em 1875, The Sexes Through Nature, no qual ela apresentou uma teoria quase científica argumentando que os sexos são diferentes, mas iguais por meio da evolução natural. Ela sabia que seria considerada presunçosa por criticar a teoria evolucionista, mas escreveu que "Por maiores que sejam as desvantagens sob as quais nós [mulheres] somos colocadas, estas nunca serão diminuídas pela espera." Darwin escreveu uma carta para ela em 1869, agradecendo-lhe por uma cópia de seu livro, Studies in General Science. Ela também escreveu um romance, The Island Neighbours, em 1871, e uma coleção de poesia, Sea Drift, em 1902.
Em 1860, na última Convenção Nacional dos Direitos da Mulher realizada antes da eclosão da Guerra Civil, Antoinette se envolveu no acalorado debate sobre o divórcio com suas colegas e contemporâneas, Susan B. Anthony e Elizabeth Cady Stanton. Ela se opôs a um divórcio fácil, argumentando: "o cônjuge não pode anular suas obrigações para com o outro (...) Todo divórcio é natural e moralmente impossível". Antoinette, uma abolicionista e sufragista convicta, contrariando as esperanças de suas amigas e colegas sufragistas, apoiou a aprovação da Décima Quarta Emenda da Constituição, que não incluía o direito das mulheres livres de votar. Em 1869, durante a controvérsia sobre a emenda, ela e Lucy Stone se separaram de outras ativistas proeminentes dos direitos das mulheres para formar a Associação Americana de Sufrágio das Mulheres como um contrapeso à Associação Nacional de Sufrágio das Mulheres de Anthony.
Em 1873, Blackwell fundou a Associação para o Avanço das Mulheres na tentativa de abordar questões femininas que organizações semelhantes ignoravam. Ela foi eleita presidente da Associação de Sufrágio das Mulheres de Nova Jérsia em 1891 e ajudou a fundar a American Purity Association. Ela também deu palestras em nome dos pobres da cidade de Nova Iorque.

## Últimos anos

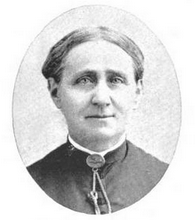
Antoinettte Blackwell (1894)

O Oberlin College concedeu a Brown títulos honorários de mestrado e doutorado em 1878 e 1908, respectivamente.
Em 1878, ela retornou à religião organizada, tornando-se unitarista. Ela se inscreveu na Associação Unitária Americana e foi reconhecida como ministra. Ela falou em igrejas unitaristas e retomou suas palestras em turnê.
Em 1893, Brown participou do Parlamento das Religiões durante a Exposição Universal em Chicago. Lá, ela disse: "As mulheres são necessárias no púlpito tão imperativamente e pela mesma razão que são necessárias no mundo — porque são mulheres. As mulheres se tornaram — ou quando o hábito arraigado da imitação inconsciente for superado, elas irão tornou-se indispensável para a evolução religiosa da raça humana."
Em 1903, ela ajudou a fundar a Sociedade Unitária de Elizabeth, Nova Jérsia, atuando como ministra.
Em 1920, aos 95 anos de idade, ela foi a única participante sobrevivente da Convenção dos Direitos da Mulher de 1850, realizada em Worcester, Massachusetts, a ver a aprovação da Décima Nona Emenda à Constituição, que dava às mulheres o direito de voto. Ela votou em Warren G. Harding nas eleições presidenciais de 1920.

## Morte e legado

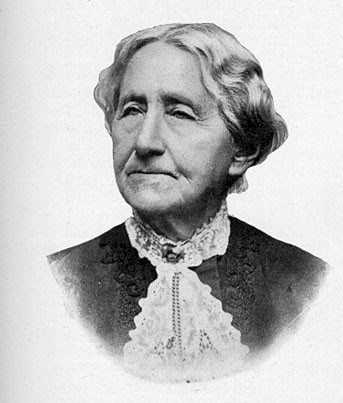
Antoinette Brown retratada em seus últimos anos de vida

Antoinette Brown Blackwell morreu em 5 de novembro de 1921, aos 96 anos de idade, em Elizabeth, Nova Jérsia.
A casa de sua infância foi listada no Registro Nacional de Lugares Históricos em 1989.
Em 1975, a Igreja Unida de Cristo, no seu 10.º Sínodo Geral, começou a conceder os Prêmios Antoinette Brown a mulheres ordenadas da UCC que "exemplificam as contribuições que as mulheres podem fazer através do ministério ordenado, prestaram um ministério notável numa paróquia ou outras instituições relacionadas com a igreja, incluindo mulheres no ministério especializado, e ter sensibilidade em relação aos desafios e possibilidades das mulheres no ministério e na defesa de direitos em nome de todas as mulheres na igreja."
Em 1993, Antoinette Brown Blackwell foi incluída no Hall da Fama Nacional das Mulheres.

## Obras publicadas
- Studies in General Science (em inglês). Nova Iorque: GP Putnam e Filho, 1869.
- The Sexes Throughout Nature (em inglês). Nova Iorque: GP Putnam e Filho, 1875.
- The Physical Basis of Immortality (em inglês). Nova Iorque: GP Putnam e Filho, 1876.
- The Philosophy of Individuality (em inglês). Nova Iorque: GP Putnam e Filho, 1893.
- The Making of the Universe (em inglês). Boston, Massachusetts: The Gorham Press, 1914.
- The Social Side of Mind and Action (em inglês). Nova Iorque: The Neale Publishing Company, 1915.
- The Island Neighbors (em inglês). Nova Iorque: Harper & Brothers, 1871. (Romance)
- Sea Drift (em inglês). Nova Iorque: JT White & Co., 1902. (Poesia)